# 淀彰
淀 彰（よど あきら、1954年4月25日 - 2014年3月13日）は、日本の吹奏楽編曲家。

## 人物・来歴
1954年生まれ。山形県長井市出身。
国立音楽大学卒業。専攻はトロンボーンで、伊藤清に師事した。国立音楽大学専任講師。亜細亜大学吹奏楽団、東北学院大学シンフォニック・ウインド・アンサンブル、米沢吹奏楽愛好会にて音楽監督を務めた。
2014年3月13日、死去。59歳没。

## 主要作品

### 編曲
- 舞踏組曲（バルトーク）
- 喜歌劇「こうもり」 序曲（シュトラウス2世）
- トッカータとフーガニ短調（J.S.バッハ）
- ハンガリー狂詩曲 第2番（F.リスト）
- アルルの女 第1組曲 メヌエット アダージェット、第2組曲 ファランドール（ビゼー）
- 組曲「惑星」 木星（ホルスト）[2]
- 第1狂詩曲（クラリネットと吹奏楽編）（ドビュッシー）[2]
- 幻想交響曲 Op. 14 （ベルリオーズ）[2]

他